# 於勢升
於勢 升（おせ のぼる、旧姓・柴田、1884年（明治17年）9月 - 没年不明）は、日本の実業家、政治家。城東土地社長。大阪府会議員。族籍は大阪府平民。

## 人物
大阪府・柴田平學の三男。於勢眞十郎の養子となり、1919年、家督を相続する。1909年、早稲田大学商科を卒業。
会社の重役で、推されて大阪府参事会員である。三十二銀行、日ノ丸電線各取締役、城東土地社長、同取締役などをつとめる。宗教は仏教、真宗。趣味は碁、謡曲。住所は大阪市大正区三軒家町2丁目。

## 家族・親族
於勢家
- 養父・眞十郎[1]（尼崎土地建物取締役[6]、同監査役[7]） - 大阪市西区本田町通3丁目の綿帆布商於勢佐兵衛は眞十郎の弟である[4]。住所は三軒家下之町[6][7]。
- 養母・カツ（1868年 - ?、大阪、飯田吉左衛門の長女）[1][3][4]
- 妻
  - しな（1890年 - ?、大阪、土肥よねの養母）[1][2][3]
  - 琴野（1889年 - ?、大阪、於勢眞十郎の長女）[4]
- 長男・真輔（眞輔[2]、1918年 - ?、薬学博士、大日本製薬取締役）[8]
- 二男[2]
- 長女[2]
- 二女[2]

親戚
- 柴田辰之進（内務技師）[9]